# Церковь Святого Николая (Бухарест)
Це́рковь святи́теля Никола́я Чудотво́рца (рум. Biserica Sfântul Nicolae) — храм Бухарестской архиепархии Румынской православной церкви. Является храмом Бухарестского университета, в связи с чем неофициально именуется «Студенческой церковью» (рум. Biserica studenţilor). Настоятель — священник Василий Гаврила.

## История
Идею строительства отдельного храма в столице Румынии подал посол Российской империи в этой стране М. И. Гирс.
Храм был заложен в 1905 году на участке, подаренном румынским правительством. Стоимость строительства составила 600 тысяч золотых рублей (195 тысяч из гос. казны). Проект церкви в русском стиле составил академик М. Т. Преображенский, автор посольских храмов в Буэнос-Айресе, Флоренции и Софии. Он же руководил строительными работами. Отделкой занимались московские мастера. Создатели иконостаса вдохновлялись уничтоженным в революционные годы иконостасом собора Двунадесяти апостолов московского Кремля.
26 ноября (8 декабря) 1909 года освящение церкви совершили митрополит-примас Румынской Церкви Афанасий и епископ Кронштадтский Владимир (Путята). Приход храма, в основном, составляли служащие российской миссии. В 1910 году в связи с закрытием русской дипломатической миссии в Веймаре причт церкви при ней был переведён в Бухарест. Настоятелем Николаевского храма стал протоиерей Иоанн Иоаннович Полистов.
Во время Первой мировой войны, перед оккупацией Бухареста войсками Центральных держав (6 декабря 1916 года), церковь была закрыта. Вся ценная утварь была перевезена сначала в Яссы, а затем в Петроград.
По окончании войны русская община произвела ремонт храма. Богослужения возобновились в 1921 году.
Настоятелем в этот период до передачи храма сербам был протоиерей Игнатий Никифорович Каневский, до окончания Гражданской войны — священник Вооружённых сил Юга России.
В 1934 году церковь перешла в юрисдикцию Румынской православной церкви и была предоставлена студентам и преподавательскому составу Бухарестского университета.
5 мая 1947 года храм был снова передан Московскому патриархату, силами которого церковь была отремонтирована и заново освящена в 1948 году. Кроме членов небольшой русской общины, в церкви стали бывать болгары.
После перехода в 1957 году церкви в юрисдикцию Румынской православной церкви, храм снова ремонтировался и был освящён в 1967 году.
С 1992 года он вновь стал храмом Бухарестского университета.
В результате землетрясения 1977 года на колокольне храма образовалась большая трещина. Здание требовало укрепления и ремонта, который начался только в 2000 году.
В 2010 году небольшая группа русских верующих под руководством Ольги Харитонцевой обратилась с письмом в Румынскую патриархию с просьбой разрешить молиться в Бухаресте на церковнославянских службах, желательно в «Русской церкви» на Университетской площади. Однако патриарх Даниил решил, что загруженность университетского храма не позволит найти в нём место для новой общины. Поэтому группе русских верующих предложили для богослужений храм святителя Николая Табаку (Nicolae Tabacu) на проспекте Викторией, 180.

## Архитектура, убранство

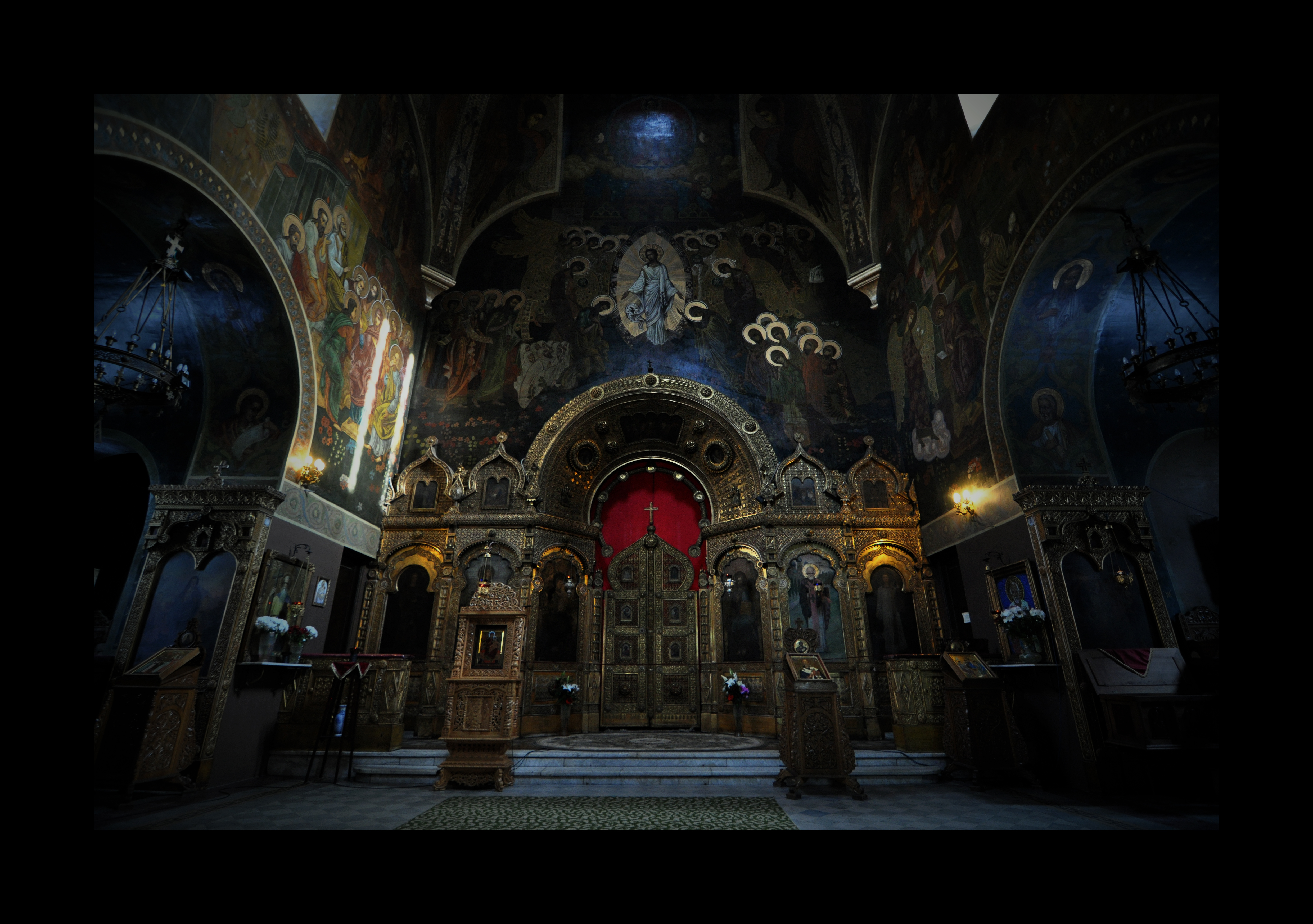
Церковь Святого Николая (интерьер)

Каменная церковь построена в русском стиле. Храм имеет семь куполов, изначально покрытых золотом. Декорированный вход в храм расположен в северо-западном углу. Церковь имеет форму квадрата. Длина храма 19,6 метров; ширина — 18,4 метра; высота — 19 метров.
В храме был установлен резной иконостас, покрытый золотом, как предполагают, по образцу церкви Двенадцати апостолов в Московском Кремле. Он был расписан В. М. Васнецовым.
Интерьер расписывал художник Васильев в византийском стиле и стиле святогорских монастырей. Общая площадь живописи 1500 квадратных метров.